# Katie et Steffi
Pour plus de détails, voir Fiche technique et Distribution.
Katie et Steffi (Große Mädchen weinen nich) est un film allemand réalisé par Maria von Heland (de), sorti en DVD en le 24 octobre 2002.

## Synopsis
Kati et Steffi sont amies depuis l'âge de 7 ans. Un jour, dans une boîte de nuit, les deux amies vont se retrouver face au père de Steffi qui lui n'a rien vu, dans les bras d'une femme autre que sa mère. Elle décide donc de se venger, mais Steffi ne sait pas qu'elle jouera à un jeu dangereux…

## Fiche technique
- Titre français : Katie et Steffi[1]
- Titre original : Große Mädchen weinen nich
- Réalisation : Maria von Heland (de)

## Distribution
- Anna Maria Mühe (VF : Karine Foviau) : Kati
- Karoline Herfurth (VF : Caroline Pascal) : Steffi
- David Winter (VF : Alexis Tomassian) : Carlos
- Josefine Domes (VF : Marie-Eugénie Maréchal) : Tessa
- Tillbert Strahl-Schäfer (VF : Damien Ferrette) : Klaus
- Jennifer Ulrich (VF : Alexandra Garijo) : Yvonne
- Nina Petri : Ann
- Stefan Kurt (VF : Jean-Pol Brissart): Hans, le père de Steffi
- Teresa Harder : Jeanette, la mère de Tessa
- Matthias Brandt : Jost, le père de Kati
- Gabriela Maria Schmeide : Ingrid, la mère de Kati
- Dieter Laser (VF : Pascal Renwick) : Herr Winter, le pornographe pervers et l'assassin

## Autour du film
- Toutes les chansons du film ont été composées par Niclas Frisk et Andreas Mattson
- Le groupe de rock suédois, The Sounds a composé Bombs Bombs Away avec Andreas Mattson qui est le morceau d'ouverture, et un album (B-Sides) pour le film.
- Le morceau Free Free Free est composé et chanté par Andreas Mattson et Maja Ivarsson, qui est la chanteuse du groupe de rock suédois, The Sounds.